# Wäre die Erde nicht rund
Wäre die Erde nicht rund ist ein Spielfilm der DEFA von Iris Gusner aus dem Jahr 1981.

## Handlung
Christiane ist eine deutsche Studentin, die in Moskau Geologie studiert. Ihre Geschichte wird in verschiedenen Abschnitten ihres Lebens erzählt. Eine Etappe ist ihre Kindheit auf einem Bauernhof. Hier ist ihre Hauptbezugsperson der Großvater, der sie in sein Herz geschlossen hat, aber in einer anderen Welt lebt und unbedingt das Perpetuum Mobile erfinden will. Hierfür gibt er seine ganze Kraft und auch die letzten Kartoffeln der Familie her. Alles was er zum Unterhalt des täglichen Lebens beitragen könnte, ist ihm völlig fremd. Das hindert aber seine Frau nicht daran, ihm seinen Willen zu lassen.
An der Moskauer Universität studiert Christiane in einer international gemischten Studentengruppe und verliebt sich in den aus Syrien stammenden Kommilitonen Hatem. Wir erleben die Studenten bei ihren praktischen Arbeiten in den hohen Bergen des Kaukasus sowie auch bei den vielen gemütlichen Zusammenkünften im Studentenwohnheim, sehen eindrucksvolle Bilder von großartiger islamischer Baukunst, Szenen von einem usbekischen Fest und von einer georgischen Hochzeit und von einer arabischen Wiedersehensfeier. Als Christiane ihr Kind bekommt, organisiert Hatem ein gemeinsames Zimmer im Wohnheim. Obwohl es die große Liebe zwischen ihnen ist, müssen sie sich zum Ende des Studiums entscheiden. Sie kann und will nicht in einem Land leben, in dem sie nicht in ihrem Beruf arbeiten könnte; er kann und will nicht seinen Auftrag verraten, durch sein Wissen und seine Arbeit in seiner Heimat für ein besseres Leben zu wirken. Beide in Syrien oder beide in der DDR – das kann für sie nicht sein, das schließt für einen von ihnen immer die volle menschliche Selbstverwirklichung aus. Und es kommt hinzu die Spannung zwischen Christianes ganz selbstverständlichem Emanzipationsanspruch und dem nun eben doch von orientalischen patriarchalischen Traditionen geprägten Verhalten Hatems. In einer der letzten Szenen verabschiedet sich Hatem von seiner Tochter, die er über alles liebt.

## Produktion
Wäre die Erde nicht rund wurde von der Künstlerischen Arbeitsgruppe „Berlin“ auf ORWO-Color gedreht und hatte am 3. Dezember 1981 im Berliner Kino International Premiere. Die Erstausstrahlung im 2. Programm des Fernsehen der DDR erfolgte am 25. Februar 1984.

## Synchronisation
Ein Teil der Darsteller wurde synchronisiert:
| Rolle      | Darsteller                  | Deutsch            |
| ---------- | --------------------------- | ------------------ |
| Christiane | Bożena Stryjkówna           | Dagmar Manzel      |
| Hatem      | Rasim Balayev               | Thomas Wolff       |
| Gia        | Reso Tschiwischwili         | Jaecki Schwarz     |
| Parikshad  | Kishore Kumar Palerintawida | Michael Pan        |
| Galja      | Galina Komarowa             | Monica Bielenstein |
| Shenja     | Wladimir Putschkow          | Detlef Gieß        |
| Sakura     | Abdykalyk Akmatow           | Joachim Kaps       |

## Kritik
Günter Sobe meint in der Berliner Zeitung, dass der Streifen weder in Wort noch in Bild künstlerische Dimension erlangt. Selbst die Darsteller strampeln wie die Maus im Rad herum. Außer der vom Erfinden an sich besessenen Großvaterfigur kriegt niemand eine Chance, sich zu profilieren, gibt es wohl überhaupt keine Gestalt, der sich emotional oder rational Bewegendes abgewinnen ließe.
H.U. meint in der Neuen Zeit, dass durch den zumeist spröden Inszenierungsstil, nur selten große Emotionen erlaubt werden.
Das Lexikon des internationalen Films schreibt, dass es sich hierbei um einen thematisch neuartigen, inhaltlich wie formal aber ungenügenden und mit Klischees behafteten Film handelt.